# Brigantiaea tricolor
Brigantiaea tricolor är en lavart som först beskrevs av Jean François Montagne, och fick sitt nu gällande namn av Vittore Benedetto Antonio Trevisan de Saint-Léon. Brigantiaea tricolor ingår i släktet Brigantiaea och familjen Brigantiaeaceae.   Inga underarter finns listade i Catalogue of Life.